# 아그니 4
아그니 4는 인도의 중거리탄도유도탄(IRBM)이다.

## 역사
2011년 11월 15일, 인도 국방연구개발기구(DRDO)는 아그니 3 보다 훨씬 가벼우면서도 1t의 핵탄두를 실을 수 있는 아그니 4호를 최초로 시험발사했다. 최고고도는 900 km였으며, 벵갈만 공해의 목표지역에 떨어졌다. 대기권 재진입시 온도는 3,000 °C (5,430 °F)가 넘었다.
DRDO의 개발책임자 V.K. Saraswat는 아그니 4호가 사거리가 아니라 기술적인 측면에서 미국의 퍼싱-2 핵미사일의 수준에 이르렀다고 평가했다.
2012년 9월 19일, 인도 국방연구개발기구(DRDO)가 2번째 시험발사를 했다. 최고고도 800 km, 20분을 비행했다. 1톤의 폭탄을 탑재했다.
2014년 1월 20일, 3번째 시험발사를 했다. 핵전략사령부(SFC)가 도로 이동식 트럭에서 발사했다. 최고고도는 850 km였으며, 최대사거리인 4,000 km를 비행했다. CEP는 100 m였다. 대기권 재진입의 마찰열로 4,000 °C (7,230 °F)까지 상승했지만, 내부온도는 50 °C (122 °F) 이하로 유지되었다. 양산공장은 2014년말 또는 2015년초에 가동이 시작될 것이다.
2014년 12월 2일, 4번째 시험발사를 했다. 핵전략사령부(SFC) 산하의 인도 육군의 실전부대가 최초로 시험발사했다.
2015년 11월 9일, 핵전략사령부(SFC)에서 5번째 시험발사를 했다.
2017년 1월 2일 오전 11시 55분 (현지시간), 인도 핵전략사령부(SFC)는 동부 오디샤 주 압둘 칼람 섬에서 사거리 4,000 km인 아그니-4 미사일을 이동발사대로 시험 발사하는 데 성공했다. 6번째 시험발사이다.
인도 동부 오디샤 주 압둘 칼람 섬에서 중국 베이징까지 거리는 3,500 km이다.

## 파키스탄
파키스탄은 인도의 아그니 고체연료 탄도 미사일 프로그램에 대응해 샤힌 고체연료 탄도 미사일을 개발중이다. 가우리 2호와 같은 가우리 액체연료 탄도 미사일은 아그니에 대한 대응은 아니다. 인도가 2000년대 초반 사거리 3,500 km인 아그니 3호를 개발하자, 파키스탄은 2015년 3월 9일 사거리 2,750 km인 샤힌 3호를 최초로 시험발사했다. 인도는 아그니 3호를 잠수함에서 발사하는 K-4 (유도탄)도 개발했다. 역시 사거리는 3,500 km이다.
파키스탄 수도 이슬라마바드에서 인도 수도 뉴델리는 680 km 거리밖에 되지 않는다. 대한민국 수도 서울에서 중국 수도 베이징까지 950 km 보다도 짧다.

## 같이 보기
- 인도의 대량살상무기
- DF-26
- 핵무기 목록
- 핵무기 보유국